# Interactive Unix
INTERACTIVE UNIX System V/386 — порт операционной системы UNIX System V на процессоры Intel x86.
Система была впервые выпущена компанией INTERACTIVE Systems Corporation (ISC) как 386/ix в 1985. В то время она была основана на System V.3.0. Поздние версии основывались на System V.3.2. Sun Microsystems купила ISC в 1992 у компании Eastman Kodak. Последней версией стала "System V/386 Release 3.2 Version 4.1.1" в июле 1998. Sun потеряла интерес в развитии Interactive Unix в пользу операционной системы Solaris. Официальная поддержка продолжалась до июле 2006, в течение пяти лет после окончания продаж.

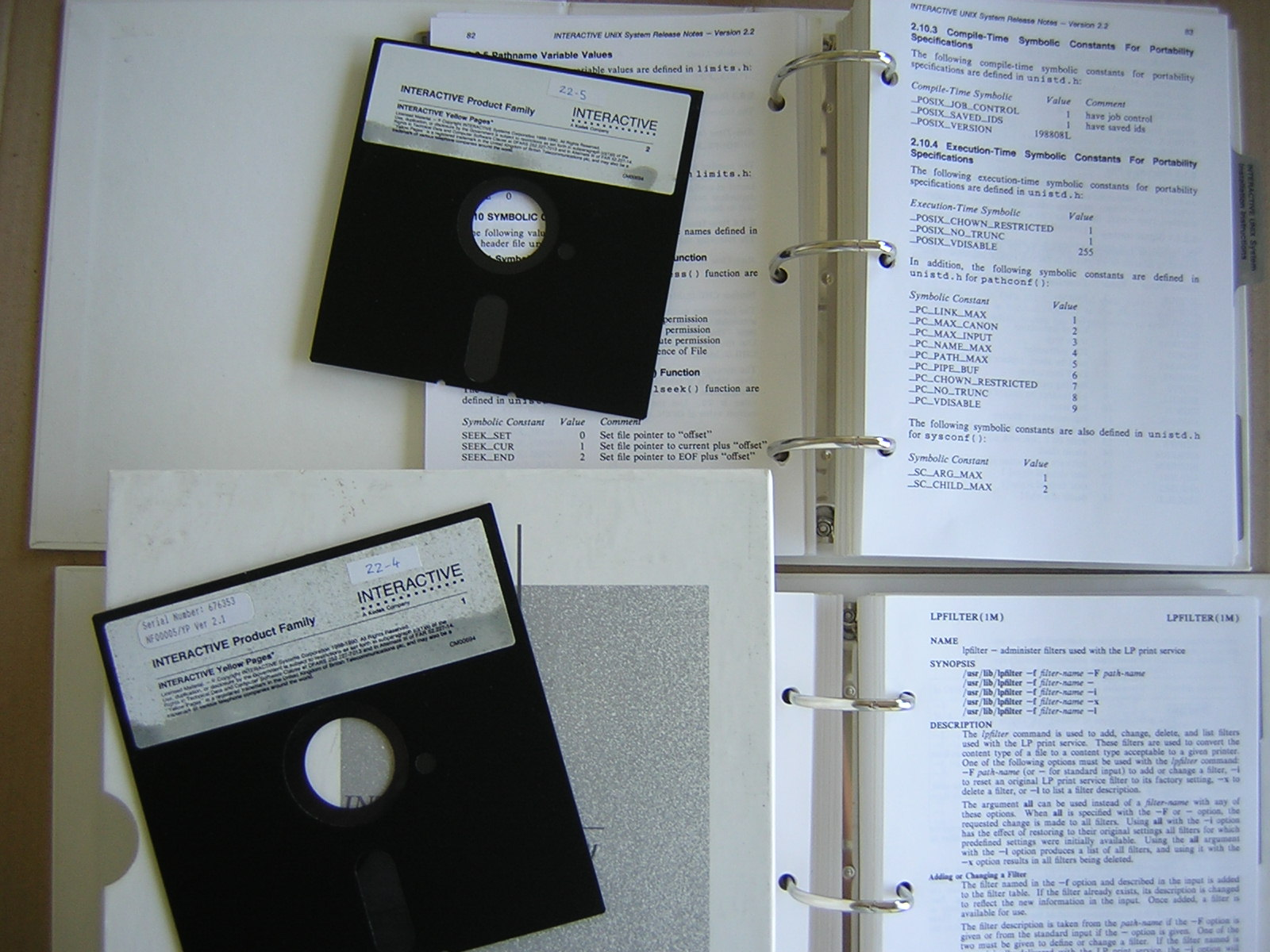

До версии ISA 3.0.1 Interactive Unix поддерживала только 16 МБ оперативной памяти. В последующих версиях была добавлена поддержка 256 МБ RAM и шины PCI.